# Ландер, Ричард Лемон
Ричард Лемон Ла́ндер (Richard Lemon Lander, 1804 — 1834) — британский путешественник, исследователь Африки.

## Биография
Сопровождал Х. Клаппертона в его второй экспедиции по западной Африке, в 1825—1827 годах.
В 1830 году вместе со своим младшим братом Джоном Ландером предпринял экспедицию для исследования течения Нигера, по которому добрался до Яури. Затем из Буссы спустился до залива Биафры. По пути Джон Ландер на значительном расстоянии проследил течение левого притока Нигера — Бенуэ —  и пришёл к выводу, что эта река не связана с Нилом, как предполагали ранее. В 1832 году за проведённые исследования Ричард Ландер был удостоен Золотой медали Королевского географического общества, став её первым лауреатом.
В 1833 году Ричард Ландер возглавлял неудачно закончившуюся торговую экспедицию на Нигер и Бенуэ, во время которой погиб от пули туземца.

## Память
В 1976 году Международный астрономический союз присвоил имя Ричарда Ландера кратеру на обратной стороне Луны.

## Труды
- Clapperton, Hugh. Journal of a second expedition into the interior of Africa, from the Bight of Benin to Soccatoo by the late Commander Clapperton of the Royal Navy to which is added The Journal of Richard Lander from Kano to the Sea-Coast Partly by a More Easterly Route / Hugh Clapperton, Richard Lander. — John Murray, 1829.
- Lander, Richard. Journal of an Expedition to Explore the Course and Termination of the Niger. — John Murray, 1832.